# 7 février aux Jeux olympiques d'hiver de 2022
Pour un article plus général, voir Jeux olympiques d'hiver de 2022.
Le lundi 7 février aux Jeux olympiques d'hiver de 2022 est le sixième jour de compétition.

## Programme
| Heure UTC+8 (Pékin)                           |               |
| bleu                                          | Cérémonie     |
| neutre                                        | Épreuve       |
| or                                            | Finale        |
| orange                                        | Petite finale |
| rose                                          | Reporté       |
| gris                                          | Annulé        |
| Compétition masculine                         | Hommes        |
| Compétition féminine                          | Femmes        |
| Compétition mixte (hommes et femmes mélangés) | Mixte         |
| Compétition en couple (1 homme et 1 femme)    | Couple        |
| modifier                                      |               |

| Horaire | Discipline Spécialité | Discipline Spécialité                                             | Discipline Spécialité                         | Phase                                 | Résultats                                                         | Références |
| ------- | --------------------- | ----------------------------------------------------------------- | --------------------------------------------- | ------------------------------------- | ----------------------------------------------------------------- | ---------- |
| 09 h 05 |                       | Curling Double mixte                                              | Compétition mixte (hommes et femmes ensemble) | Premier tour 13e session              | 5-6                                                               | -          |
| 09 h 05 |                       | Curling Double mixte                                              | Compétition mixte (hommes et femmes ensemble) | Premier tour 13e session              | 7-8                                                               | -          |
| 09 h 05 |                       | Curling Double mixte                                              | Compétition mixte (hommes et femmes ensemble) | Premier tour 13e session              | 4-8                                                               | -          |
| 09 h 05 |                       | Curling Double mixte                                              | Compétition mixte (hommes et femmes ensemble) | Premier tour 13e session              | 8-6                                                               | -          |
| 09 h 15 |                       | Patinage artistique Épreuve par équipes                           | Compétition mixte (hommes et femmes ensemble) | Programme libre (Couples)             | -                                                                 | -          |
| 09 h 30 |                       | Ski acrobatique Big Air                                           | Compétition femmes                            | Qualifications                        | -                                                                 | -          |
| 10 h 15 |                       | Ski alpin Slalom géant                                            | Compétition femmes                            | Manche 1                              | -                                                                 | -          |
| 10 h 30 |                       | Patinage artistique Épreuve par équipes                           | Compétition mixte (hommes et femmes ensemble) | Danse libre (Danse sur glace)         | -                                                                 | -          |
| 11 h 35 |                       | Patinage artistique Épreuve par équipes (Programme libre (Dames)) | Compétition mixte (hommes et femmes ensemble) | Finale                                | ROC · États-Unis · Japon                                          | -          |
| 12 h 00 |                       | Snowboard Slopestyle                                              | Compétition hommes                            | Finale                                | Maxence Parrot · Su Yiming · Mark McMorris                        | -          |
| 12 h 00 |                       | Ski alpin Descente                                                | Compétition hommes                            | Finale                                | Beat Feuz · Johan Clarey · Matthias Mayer                         | -          |
| 12 h 10 |                       | Hockey sur glace Tournoi féminin                                  | Compétition femmes                            | Tour préliminaire Groupe A - Match 13 | 1 - 6                                                             | -          |
| 13 h 30 |                       | Ski acrobatique Big Air                                           | Compétition hommes                            | Qualifications                        | -                                                                 | -          |
| 13 h 45 |                       | Ski alpin Slalom géant (manche 2)                                 | Compétition femmes                            | Finale                                | Sara Hector · Federica Brignone · Lara Gut-Behrami                | -          |
| 16 h 30 |                       | Patinage de vitesse 1 500 mètres                                  | Compétition femmes                            | Finale                                | Ireen Wüst · Miho Takagi · Antoinette de Jong                     | -          |
| 16 h 40 |                       | Hockey sur glace Tournoi féminin                                  | Compétition femmes                            | Tour préliminaire Groupe B - Match 14 | 3 - 2                                                             | -          |
| 17 h 00 |                       | Biathlon Individuel femmes                                        | Compétition femmes                            | Finale                                | Denise Herrmann · Anaïs Chevalier-Bouchet · Marte Olsbu Røiseland | -          |
| 18 h 30 |                       | Saut à ski Équipes mixtes sur le tremplin normal                  | Compétition mixte (hommes et femmes ensemble) | Manche d'essai pour la compétition    | -                                                                 | -          |
| 19 h 30 |                       | Patinage de vitesse sur piste courte 500 m                        | Compétition femmes                            | Quarts de finale                      | -                                                                 | -          |
| 19 h 44 |                       | Patinage de vitesse sur piste courte 1 000 m                      | Compétition hommes                            | Quarts de finale                      | -                                                                 | -          |
| 19 h 45 |                       | Saut à ski Équipes mixtes sur le tremplin normal                  | Compétition mixte (hommes et femmes ensemble) | Finale                                | Slovénie · ROC · Canada                                           | -          |
| 19 h 50 |                       | Luge Monoplace                                                    | Compétition femmes                            | Manche 1                              | -                                                                 | -          |
| 20 h 05 |                       | Curling Double mixte                                              | Compétition mixte (hommes et femmes ensemble) | Demi-finale                           | 6 - 5                                                             | -          |
| 20 h 05 |                       | Curling Double mixte                                              | Compétition mixte (hommes et femmes ensemble) | Demi-finale                           | 8 - 1                                                             | -          |
| 20 h 13 |                       | Patinage de vitesse sur piste courte 500 m                        | Compétition femmes                            | Demi-finale                           | -                                                                 | -          |
| 20 h 20 |                       | Patinage de vitesse sur piste courte 1 000 m                      | Compétition hommes                            | Demi-finale                           | -                                                                 | -          |
| 20 h 41 |                       | Patinage de vitesse sur piste courte 500 m                        | Compétition femmes                            | Finale                                | Arianna Fontana · Suzanne Schulting · Kim Boutin                  | -          |
| 20 h 52 |                       | Patinage de vitesse sur piste courte 1 000 m                      | Compétition hommes                            | Finale                                | Ren Ziwei · Li Wenlong · Shaoang Liu                              | -          |
| 21 h 10 |                       | Hockey sur glace Tournoi féminin                                  | Compétition femmes                            | Tour préliminaire Groupe B - Match 15 | 1 - 2                                                             | -          |
| 21 h 10 |                       | Hockey sur glace Tournoi féminin                                  | Compétition femmes                            | Tour préliminaire Groupe A - Match 16 | 3 - 2                                                             | -          |
| 21 h 30 |                       | Luge Monoplace                                                    | Compétition femmes                            | Manche 2                              | -                                                                 | -          |

## Tableau des médailles provisoire
- Pays organisateur (Chine)

| Rang  | Nation     | Or | Argent | Bronze | Total |
| ----- | ---------- | -- | ------ | ------ | ----- |
| 1     | Chine      | 1  | 2      | 0      | 3     |
| 2     | Pays-Bas   | 1  | 1      | 1      | 3     |
| 2     | Italie     | 1  | 1      | 0      | 2     |
| 2     | ROC        | 1  | 1      | 0      | 2     |
| 5     | Canada     | 1  | 0      | 3      | 4     |
| 6     | Suisse     | 1  | 0      | 1      | 2     |
| 7     | Allemagne  | 1  | 0      | 0      | 1     |
| 7     | Slovénie   | 1  | 0      | 0      | 1     |
| 7     | Suède      | 1  | 0      | 0      | 1     |
| 10    | France     | 0  | 2      | 0      | 2     |
| 11    | Japon      | 0  | 1      | 1      | 2     |
| 12    | États-Unis | 0  | 1      | 0      | 1     |
| 13    | Autriche   | 0  | 0      | 1      | 1     |
| 13    | Hongrie    | 0  | 0      | 1      | 1     |
| 13    | Norvège    | 0  | 0      | 1      | 1     |
| Total | Total      | 9  | 9      | 9      | 27    |

| Rang  | Nation           | Or | Argent | Bronze | Total |
| ----- | ---------------- | -- | ------ | ------ | ----- |
| 1     | Suède            | 3  | 0      | 0      | 3     |
| 2     | ROC              | 2  | 3      | 2      | 7     |
| 3     | Pays-Bas         | 2  | 2      | 1      | 5     |
| 4     | Chine            | 2  | 2      | 0      | 4     |
| 5     | Allemagne        | 2  | 1      | 0      | 3     |
| 6     | Norvège          | 2  | 0      | 2      | 4     |
| 7     | Slovénie         | 2  | 0      | 1      | 3     |
| 8     | Italie           | 1  | 3      | 1      | 5     |
| 9     | Canada           | 1  | 1      | 4      | 6     |
| 10    | Japon            | 1  | 1      | 2      | 4     |
| 11    | Australie        | 1  | 0      | 1      | 2     |
| 11    | Suisse           | 1  | 0      | 1      | 2     |
| 13    | Nouvelle-Zélande | 1  | 0      | 0      | 1     |
| 14    | États-Unis       | 0  | 3      | 0      | 3     |
| 14    | France           | 0  | 3      | 0      | 3     |
| 16    | Autriche         | 0  | 2      | 2      | 4     |
| 17    | Hongrie          | 0  | 0      | 2      | 2     |
| 18    | Finlande         | 0  | 0      | 1      | 1     |
| 18    | Pologne          | 0  | 0      | 1      | 1     |
| Total | Total            | 21 | 21     | 21     | 63    |